# طارق (مجلة)
مجلة طارق هي مجلة لبنانية شهرية تصدر عن دار المطبوعات المصورة. صدر العدد الأول منها عام 1971م، وهي من المجلات التي تعتمد على نشر القصص الكرتونية الأمريكية المترجمة. تترأس تحريرها ليلى شاهين داكروز، ويُدير تحريرها ليلى شقال.
تنشر المجلة قصصاً أغلبها قصص ذات طابع غربي أمريكي بشكل مُشابه لمجلة بونانزا، إلا أن المواد التحريرية أكثر عدداً وكثافة. كما تنشر المجلة أكثر من قصة أبطالها من الهنود الحمر.
سعر المجلة 50 قرشاً لبنانياً، وقطعها 24×17 سم، عدد الصفحات الكرتونية تصل إلى 21 صفحة من بين 34 صفحة جميعها بالأبيض والأسود، وبقية الصفحات تضم تسالي ومسابقات وإعلانات عن مطبوعات الدار.